# Миколаївський базовий медичний коледж
Микола́ївський ба́зовий меди́чний ко́ледж (МБМК) є одним із найстаріших вищих медичних навчальних закладів I-II рівня акредитації, який протягом 133 років здійснює підготовку молодших медичних фахівців.

## Історія розвитку
Навчальний заклад засновано 9 березня 1875 року наказом адміралтейства із Санкт-Петербургу «Про створення фельдшерської школи в м. Миколаєві».
14 жовтня 1906 р. міська дума Миколаєва відкриває повивально-фельдшерську школу, яка готувала повивальних бабок та фельдшерів І розряду.
В 1928 році Народний комісаріат охорони здоров'я України реорганізував навчальний заклад у медичний технікум. В 1946 році прийом здійснювався за трьома спеціальностями:
- фельдшер,

- акушерка,

- медична сестра.

В 1956 році Міністерство освіти УРСР реорганізовує технікум в училище. Починається підготовка зубних лікарів та санітарних фельдшерів.
1990 рік — відкрито новий напрям підготовки — стоматологія ортопедична.
1996 рік — училище проходить акредитацію за І освітньо-кваліфікаційним рівнем і отримує статус вищого навчального закладу.
2000 рік — училище акредитовано за II освітнім рівнем підготовки, відкрито відділення медичних сестер-бакалаврів.
2001 рік — в училищі відкрито відділення фармації.
2002 рік — училище отримує статус коледжу та стає базовим в регіоні.
2004 рік — коледж проходить акредитацію спеціальності «Фармація».
2006 рік — підтверджено відповідність підготовки спеціалістів за напрямом «Сестринська справа»-бакалаврат державним стандартам освіти.
2008 рік — коледж підтверджує рівень акредитації за спеціальністю «Фармація».
2009 рік — коледж підтверджує рівень акредитації за спеціальностями: «Сестринська справа», «Лікувальна справа», «Акушерська справа», «Медико-профілактична справа», «Стоматологія-ортопедична»
Сьогодні МБМК — це сучасний навчальний заклад.

## Про коледж
Навчально-виховний процес у Миколаївському базовому медичному коледжі здійснюють 89 штатних викладачів. Всі викладачі мають відповідну освіту, стаж роботи в практичній медицині, достатній педагогічний досвід. У складі педагогічного колективу МБМК працюють 98 викладачів-сумісників. Стати студентом медичного коледжу можуть абітурієнти, які закінчили 9 або 11 класів.
У Миколаївському базовому медичному коледжі створена відповідна сучасним вимогам матеріально-технічна база, яка дозволяє здійснювати теоретичне та практичне навчання на належному рівні.
Навчально-виховний процес відбувається в 26 аудиторіях коледжу (за кожною академічною групою закріплена аудиторія на 30 місць), в спеціально обладнаних кабінетах (60 кабінетів по 12 — 30 робочих місць в кожному), спеціалізованих лабораторіях (32 лабораторії по 10 — 25 робочих місць в кожній). Використовується, також, матеріально-технічна база лікувально-профілактичних закладів, аптечних установ міста та фармацевтичної фабрики.
Обладнані та оснащені за сучасними вимогами кабінети:
- «Технології ліків»,

- «Фармацевтичної хімії»,

- «Фармакології»,

- «Неорганічної та аналітичної хімії»,

- «Виготовлення незнімних протезів».

У навчальний процес впроваджується електронно-обчислювальна техніка, діє 4 комп'ютерних класи, які мають вихід до мережі Інтернет. Це дає можливість викладачам та студентам стежити за останніми новинами, які відбуваються в медицині та фармації в усьому світі.
За останні три роки проведена робота з комп'ютеризації навчального процесу. У коледжі для забезпечення навчального процесу нараховується 162 комп'ютера.

## Педагогічний колектив
Станом на 2012 рік викладачі коледжу мають наступні кваліфікаційні категорії та педагогічні звання:
- вища категорія — 47;

- перша категорія — 19;

- друга категорія — 18.

Серед викладачів коледжу:
- викладачів-методистів — 9;

- старших викладачів — 1;

- заслужений вчитель України — 1;

- відмінник освіти України — 2.

Для участі у підготовці фахівців-медиків запрошуються провідні спеціалісти фармації, лікувально-профілактичних закладів міста та області, які мають вищу та I фахові категорії.
Викладачі МБМК постійно працюють над підвищенням професійної майстерності та ділової кваліфікації. Викладачі коледжу проходять підвищення кваліфікації на факультеті підвищення кваліфікації(ФПК) при Національному університеті ім. О. О. Богомольця, Миколаївському інституті післядипломної освіти викладачів, Полтавському університеті економіки і торгівлі. Широко використовується також стажування викладачів на робочих місцях у виробничому об'єднанні «Фармація», в провідних аптеках та лікувально-профілактичних закладах міста та області, в інспекції з контролю якості ліків в Україні при Миколаївській облдержадміністрації.
В коледжі створено 12 циклових комісій, які безпосередньо здійснюють науково-методичне забезпечення навчального процесу з вимогами освітньо-професійної програми зі спеціальності і формування досвідчених, гармонійно-розвинутих особистостей:
1. загальноосвітніх дисциплін (голова Шевчук О. М.);
2. соціально — економічних дисциплін (голова Крамарчук Н. А.);
3. фундаментальних дисциплін (Голова Гільмутдінова М. Ш.);
4. фізичного виховання (голова Роленко М. Г.);
5. санітарно-гігієнічних та вузьких дисциплін (голова Дрожжина В. О.);
6. фармацевтичних дисциплін (голова Трофимюк О. О.);
7. терапевтичних дисциплін (голова Целух О. А.);
8. акушерських та гінекологічних дисциплін (голова Брицька Н. А.);
9. педіатричних та хірургічних дисциплін, (голова Кияшко Г. П.);
10. сестринських дисциплін (голова Скакун С. М.);
11. зуботехнічних дисциплін (голова Подгайко Н. В.)